# Jan Dziemba
Jan Franciszek Dziemba (ur. 6 października 1924 w Starachowicach, zm. 30 listopada 2013 tamże) – polski ślusarz, poseł na Sejm PRL IV kadencji.

## Życiorys
Syn Kazimierza i Franciszki. Uzyskał wykształcenie średnie niepełne, z zawodu ślusarz. Pracował jako mistrz w Fabryce Samochodów Ciężarowych w Starachowicach. W 1965 uzyskał mandat posła na Sejm PRL w okręgu Ostrowiec Świętokrzyski z ramienia Polskiej Zjednoczonej Partii Robotniczej. W parlamencie zasiadał w Komisji Planu Gospodarczego, Budżetu i Finansów.
Został pochowany na cmentarzu komunalnym w Starachowicach.

## Odznaczenia
- Brązowy Krzyż Zasługi
- Medal za Długoletnie Pożycie Małżeńskie (1999)[3]
- Odznaka 1000-lecia Państwa Polskiego (1966)[4]